# سان مارینو (کالیفرنیا)
سان مارینو (به انگلیسی: San Marino) شهری در شهرستان لس‌آنجلس، کالیفرنیا ایالت کالیفرنیا است که در سرشماری سال ۲۰۱۰ میلادی، ۱۳۱۴۷ نفر جمعیت داشته است.